# АК-1 (самолёт)
АК-1 — советский многоцелевой самолёт. Разработан тремя авиационными инженерами в 1-й половине 1920-х годов.

## История
Сразу после окончания гражданской войны были приняты меры по организации в стране воздушного сообщения. Не имея собственных самолётов, Советский Союз был вынужден закупать зарубежные. Однако в условиях полублокады невозможно было обойтись без собственного авиастроения, в том числе и гражданского. В 1922 ЦАГИ поручили исследовать возможность постройки дешёвого самолёта и проверить применяемые методы расчёта. Эту экспериментальную работу, как и практическое проектирование, вели инженеры  В. Л. Александров, К. А. Калинин и А. М. Черёмухин. Разработка самолёта началась осенью 1922 года, после получения технического задания от Главвоздухфлота.
Основную часть работ по проектированию осуществлял В. Л. Александров, который имел опыт создания самолета КОМТА,  ему помогал В. В. Калинин, а А. М. Черёмухин проектировал крыло. Самолёт получил название АК-1 (Александров и Калинин). Финансирование велось на средства, собранные красными латышскими стрелками, в их честь самолёт был назван «Латышским стрелком».
Весной 1923 были закончены расчёты и чертежи, а к концу года построен самолёт. Строительство самолета велось с апреля по ноябрь 1923 года на государственном авиазаводе № 5. Лётчик А. И. Томашевский начал испытания, совершив первый полёт 8 февраля 1924 года. Они прошли успешно, и 15 июня 1924 самолёт, получивший название АК-1 «Латышский стрелок», торжественно передали обществу «Добролёт». Самолёт начал полёты с пассажирами по маршруту Москва - Нижний Новгород - Казань. За время эксплуатации было выполнено всего 11 рейсов и перевезено 172 пассажира.
На этом же самолёте А. И. Томашевский участвовал в перелёте Москва — Пекин, и совершил несколько демонстрационных полётов по Китаю.
Самолёт АК-1 серийно не строился. В это время на советских авиалиниях эксплуатировались немецкие самолёты Юнкерс, Дорнье и Фоккеры, которые по пассажировместимости превосходили самолёт АК-1.
Самолёт АК-1 изображён на почтовой марке Почты СССР 1977 года.

## Конструкция
АК-1 — одномоторный подкосный высокоплан деревянной конструкции с небольшим применением металла.
- Фюзеляж — прямоугольного сечения, ферменный с внутренними проволочными растяжками и полотняной обшивкой. Переднюю часть фюзеляжа занимал моторный отсек. Позади моторного отсека находилась открытая двухместная пилотская кабина, затем закрытая двухместная пассажирская кабина. Третий пассажир мог располагаться рядом с пилотом[5].
- Крыло — двухлонжеронное, с толстым переменным профилем, трапециевидное в плане. Силовой набор коробчатые лонжероны и ферменные нервюры. В местах крепления подкосов крыло имело максимальную относительную толщину равную 12 %. Подкосы изготавливались из дюралевых труб и были закрыты обтекателями[5].
- Хвостовое оперение — однокилевое с рулём направления. Стабилизатор — неподвижный с симметричным профилем и отрицательным углом установки.
- Шасси — двухстоечное с хвостовым костылём. Стойки V-образные, связанные одной осью. На каждой стойке по одному колесу[5].
- Силовая установка — французский поршневой двигатель жидкостного охлаждения «Salmson R.V.9» мощностью 170 л. с. Воздушный винт двухлопастный. Двигатель закрывался быстрораскрывающимся капотом, который обеспечивал удобный подход к двигателю при наземном техническом обслуживании. Водорадиаторы устанавливались по бортам фюзеляжа у переднего подкоса крыла. Запас топлива обеспечивал продолжительность полёта до 6 часов[5].

## Лётно-технические характеристики
Источник данных: «Уголок неба»

Технические характеристики
- Экипаж: 1 чел.
- Пассажировместимость: 4 чел.
- Длина: 11,00 м
- Высота: 3,8 м
- Площадь крыла: 37 м²
- Масса пустого: 1096 кг
- Максимальная взлётная масса: 1685 кг
- Силовая установка: 1 × ПД Salmson

Лётные характеристики
- Максимальная скорость: 147 км/ч
- Крейсерская скорость: 112 км/ч
- Практический потолок: 2200 м
- Скороподъёмность: 69 м/мин